# Бурыкино
Бурыкино — деревня в Собинском районе Владимирской области России, входит в состав Рождественского сельского поселения.

## География
Деревня расположена в 6 км на восток от центра поселения села Рождествено и в 25 км на север от райцентра города Собинка.

## История
В конце XIX — начале XX века деревня входила в состав Ставровской волости Владимирского уезда. В 1859 году в деревне числилось 28 дворов, в 1905 году — 44 двора, в 1926 году — 64 хозяйств.
С 1929 года деревня входила в состав Таратинского сельсовета Ставровского района, с 1932 года — в составе Рождественского сельсовета Собинского района, с 1945 года — в составе Ставровского района, с 1965 года — в Собинском районе, с 2005 года — в составе Рождественского сельского поселения.

## Население
| 1859 | 1905 | 1926 | 2002 | 2010 | 2021 |
| ---- | ---- | ---- | ---- | ---- | ---- |
| 194  | ↗276 | ↘248 | ↘12  | ↘8   | ↘7   |